# 第2回国会
第2回国会（だい2かいこっかい）とは、1947年（昭和22年）12月10日から翌1948年（昭和23年）7月5日まで209日間の日程（当初予定は150日間）で開かれた日本の国会（常会）で、日本国憲法下における常会としては最初である。

## 今国会の動き

### 召集前
年は全て1947年。
- 11月18日 - 国会召集の詔勅発出[2]。
- 12月9日 - 第1回国会が閉会[1]。

### 会期中
- 1947年
  - 12月10日 - 召集[1]。
- 1948年
  - 2月10日 - 片山内閣総辞職[3]。
  - 2月21日 - 衆参両院で内閣総理大臣指名選挙が行われ、参議院で吉田茂、衆議院で芦田均が指名される[3]。
  - 2月23日 - 両院協議会で、芦田・吉田とも2/3以上の指名を得られなかったため、衆議院で指名された芦田が首相に決定[3]。
  - 3月10日 - 芦田内閣成立[4]。
  - 5月7日 - 会期の6月20日までの延長が決定[5]。
  - 6月17日 - 会期の6月30日までの再延長が決定[6]。
  - 6月28日 - 議員立法として提出された優生保護法案が衆議院本会議で全会一致にて可決、成立[7][8]。
  - 6月30日 - 会期の7月5日までの再延長が決定[9]。
  - 7月4日 - 昭和23年度予算案が参議院本会議で可決、成立[10]。なお、この年度の予算は前年度中に成立しなかったため、4月から6月までは毎月暫定予算を組んで対応するという異例の事態となった[11]。
  - 7月5日 - 閉会[1]。